# Joyride
Joyride je treći studijski album švedskog sastava Roxette. Singlovi s albuma su "Joyride", "Fading Like a Flower", "The Big L.", "Spending My Time" i "Church of Your Heart".

## Popis pjesama
Sve pjesme napisao je i uglazbio Per Gessle, osim gdje je drugačije navedeno.
1. "Joyride" - 4:26
2. "Hotblooded" (glazba: Marie Fredriksson i Gessle) - 3:20
3. "Fading Like a Flower (Every Time You Leave)" - 3:55
4. "Knockin' on Every Door" - 3:58
5. "Spending My Time" (glazba: Mats Persson i Gessle) - 4:38
6. "I Remember You" - 3:56
7. "Watercolours in the Rain" (glazba: Fredriksson) - 3:43
8. "The Big L." - 4:28
9. "Soul Deep" - 3:37
10. "(Do You Get) Excited?" (glazba: Persson i Gessle) - 4:19
11. "Church of Your Heart" - 3:18
12. "Small Talk"  - 3:56
13. "Physical Fascination" - 3:30
14. "Things Will Never Be the Same" - 4:28
15. "Perfect Day" (glazba: Persson & Gessle) - 4:05

## Izvođači
- vokali – Per Gessle i Marie Fredriksson
- prateći vokal - Staffan Öfwerman
- klavijature – Clarence Öfwerman
- gitare – Jonas Isacsson
- bas – Anders Herrlin
- bubnjevi – Pelle Alsing